# Ireflexivní relace
V matematice se binární relace R na množině X nazývá ireflexivní, právě když pro každé a z množiny X platí, že a není v relaci s a.
Formálně zapsáno:
{\displaystyle \forall a\in X,\ a{\bar {R}}a} nebo {\displaystyle \forall a\in X,\ \neg (aRa)}
Příkladem ireflexivní relace je relace „je ostře větší než“ (<).
Je-li ireflexivní relace také tranzitivní a silně antisymetrická, nazýváme ji ostré uspořádání.
Ireflexivní relace mohou být nazývány také areflexivní nebo antireflexivní.